# Černá v Pošumaví
Černá v Pošumaví är en ort i Tjeckien.   Den ligger i distriktet Okres Český Krumlov och regionen Södra Böhmen, i den sydvästra delen av landet, 150 km söder om huvudstaden Prag. Černá v Pošumaví ligger 727 meter över havet och antalet invånare är 835. Den ligger vid sjön Údolní nádrž Lipno.
Terrängen runt Černá v Pošumaví är platt söderut, men norrut är den kuperad. Runt Černá v Pošumaví är det glesbefolkat, med 8 invånare per kvadratkilometer. Närmaste större samhälle är Český Krumlov, 17,0 km nordost om Černá v Pošumaví. I omgivningarna runt Černá v Pošumaví växer i huvudsak barrskog.